# Archibald MacLeish
Archibald MacLeish (Glencoe, Illinois, 7 de maig de 1892 - Boston, Massachusetts, 20 d'abril de 1982) fou un poeta, dramaturg, professor, funcionari públic, advocat i bibliotecari estatunidenc, que va guanyar tres vegades el Premi Pulitzer.
Format a la Universitat Yale, on va ser actiu en literatura i futbol, es va graduar el 1915, i després es va llicenciar en dret a Universitat Harvard. Mentre era allà, es va casar amb Ada Hitchcock de Connecticut, una unió que va durar la resta de la seva vida.
Després d'exercir durant tres anys com a advocat a Boston, MacLeish es va traslladar a França el 1923 per perfeccionar el seu ofici poètic. Allà, va publicar The Happy Marriage (1924), The Pot of Earth (1925), Streets in the Moon (1926) i The Hamlet of A. MacLeish (1928), uns escrits on s'observa la influència d'Ezra Pound, T. S. Eliot i un dels seus poemes més estacats, "Ars Poetica" (1926). Però, quan tornà als EUA, el 1928, fou la cultura nadiua que li inspirà l'obra Conquistador (1933), per la qual obtingué el seu primer Pulitzer, que li fou concedit dues vegades més. Fou bibliotecari del Congrés dels Estats Units entre el 1939 i el 1944, subsecretari d'estat entre 1944 i 1945, i ocupà diversos altres càrrecs governamentals fins al 1949, quan va esdevenir professor de retòrica i oratòria a Harvard University, on va romandre fins al 1962. També fou delegat cultural a l'Organització de les Nacions Unides.
L'obra Collected Poems 1917-1952 (1952) va ser guardonada amb un segon premi Pulitzer. També va escriure algunes obres per a la ràdio en vers, com The Fall of the City (1937), Air Raid (1938) i The Great American Fourth of July Parade (1975). Una altra obra seva destacada fou el drama J.B., basat en la història bíblica de Job, que es va representar a Teatre de Broadway el 1958, i va fer guanyar a MacLeish el premi Pulitzer de Teatre el 1959. A Continuing Journey (1968) i Riders on the Earth (1978) són altres col·leccions d'assajos. Finalment, l'obra Collected Poems 1917–1982 (1985) es va publicar pòstumament.